# Der Planet der Klone
Der Planet der Klone (Originaltitel: Up The Long Ladder) ist die 18. Folge der zweiten Staffel der US-amerikanischen Science-Fiction-Fernsehserie Raumschiff Enterprise – Das nächste Jahrhundert. Sie wurde in den Vereinigten Staaten über Syndication vermarktet und erstmals am 15. Mai 1989 auf verschiedenen Fernsehsendern ausgestrahlt. In Deutschland war sie zum ersten Mal am 24. April 1992 in einer synchronisierten Fassung im ZDF zu sehen.

## Handlung
Im Jahr 2365 bei Sternzeit 42823.2 soll die Enterprise einem Notruf nachgehen, der in einem alten Code aus dem frühen 22. Jahrhundert gesendet wurde. Der Notruf führt die Enterprise in den Ficus-Sektor und nach einiger Recherche findet Captain Picard heraus, dass er von der SS Mariposa stammt, einem 2123 gestarteten Kolonisten-Raumschiff der Europäischen Hegemonie. Die Frachtliste der Mariposa ist recht interessant, denn neben High-Tech-Equipment enthält sie auch verschiedene Haustiere und Spinnräder. Offenbar hatten einige Kolonisten vor, eine eher traditionelle Lebensweise zu bewahren.
Auf der Brücke wird Sicherheitschef Worf auf einmal ohnmächtig und muss auf die Krankenstation gebracht werden. Schiffsärztin Pulaski stellt fest, dass er sich mit einer Masern-ähnlichen Krankheit infiziert hat. Als Klingone ist Worf sehr beschämt, dass er sich eine Kinderkrankheit zugezogen hat. Pulaski behandelt die Sache jedoch äußerst diskret, wofür Worf sich anschließend mit einer Teezeremonie bedankt.
Als Ursprungsort des Notsignals wird der Planet Bringloid V ausgemacht. Es wurde von Satelliten automatisch gesendet, da eine zunehmende Sonnenaktivität den Planeten langsam unbewohnbar macht. Die Kolonisten werden auf die Enterprise gebeamt. Es handelt sich um rund 200 Personen irischer Abstammung (offensichtlich die Nachkommen der Traditionalisten) und ihre Haustiere. Sie werden vorläufig in einem der Frachträume des Schiffs untergebracht. Dort sorgen sie schon nach kurzem unabsichtlich für Ärger, indem einige Männer das Feuerlöschsystem aktivieren, als sie versuchen, Schnaps zu brennen. Sie werden daraufhin in die Bedienung der Nahrungsreplikatoren eingewiesen. Dabei erwähnt der Anführer der Bringloidi, Danilo Odell, dass es noch eine zweite Kolonistengruppe gab, über deren Verbleib er aber nichts wisse. Seine Tochter Brenna bandelt derweil mit dem ersten Offizier Riker an.
Picard beschließt, das Schicksal der anderen Kolonisten zu ergründen, und tatsächlich wird im Nachbarsystem ein bewohnter Planet entdeckt. Die Enterprise wird von Premierminister Wilson Granger begrüßt, der zunächst für einen Nachfahren des Captains der Mariposa gehalten wird. Riker, Worf und Pulaski beamen auf die Oberfläche und finden dort eine fortschrittliche Gesellschaft vor, die jedoch aus erstaunlich vielen Zwillingen und Drillingen zu bestehen scheint. Pulaski stellt rasch fest, dass es sich in Wirklichkeit um Klone handelt. Damit konfrontiert, erzählt Granger schließlich, dass die Mariposa eine Bruchlandung erlitt. Es gab nur fünf Überlebende – zu wenige, um eine Kolonie dauerhaft aufrechtzuerhalten. Sie entschlossen sich daher, sich selbst zu klonen. Alle heutigen Bewohner des Planeten sind Klone der ursprünglichen fünf Überlebenden. Es gibt allerdings ein schwerwiegendes Problem: Durch das fortwährende Kopieren kam es zu replikativem Schwund. Ihre DNS degeneriert immer mehr und schon bald wird es nicht mehr möglich sein, weitere lebensfähige Klone zu erschaffen. Granger bittet daher die Besatzung der Enterprise um Gewebeproben, damit der Genpool der Kolonie aufgefrischt werden kann. Riker und die anderen Führungsoffiziere sind jedoch strikt dagegen, sich klonen zu lassen.
Riker und Pulaski besuchen mit Chefingenieur La Forge erneut den Planeten, um einige Reparaturen durchzuführen. Das Grundproblem der Kolonisten wird dadurch allerdings nicht gelöst. Schließlich betäuben diese Riker und Pulaski und entnehmen ihnen ohne Einwilligung Gewebeproben. Anschließend werden ihnen die Erinnerungen an diesen Eingriff genommen. Die beiden merken jedoch schnell, dass sie eine Gedächtnislücke haben, und Pulaski findet Spuren eines Eingriffs. Sie gehen dem nach und finden in der Kolonie ein Labor, in dem zwei Klone von ihnen heranreifen. Riker erschießt die Klone und als sie Granger zur Rede stellen, rechtfertigt er sich damit, dass die Verzweiflung über das drohende Aussterben der Kolonie ihn zu dieser Tat gezwungen habe.
An Bord der Enterprise wird diskutiert, wie man allen Seiten gerecht werden könne. Pulaski ist überzeugt, dass das Klonen eine Sackgasse ist und die Kolonisten zur geschlechtlichen Fortpflanzung zurückkehren müssen. Picard kommt die Idee, die Bringloidi auf der Mariposa-Kolonie anzusiedeln. Sie bringen gesundes, vielfältiges Genmaterial mit und erhalten von den Mariposa-Kolonisten im Gegenzug die Vorzüge einer technisch fortgeschrittenen Gesellschaft. Granger ist von den Bringloidi zunächst abgestoßen und hält sie für rückständig, doch schließlich kommt es zu einer zaghaften Annäherung der beiden Gruppen.

## Besonderheiten

### Verbindungen zu anderen Star-Trek-Produktionen
Eine Szene aus Der Planet der Klone wurde in der als Clipshow konzipierten Folge 2.22 (Kraft der Träume) von Raumschiff Enterprise – Das nächste Jahrhundert aus dem Jahr 1989 wiederverwendet.
Die Tatsache, dass die Tötung seines und Pulaskis Klons für Riker keine rechtlichen Konsequenzen hat, steht im Widerspruch zu Folge 1.04 Unter Verdacht von Star Trek: Deep Space Nine aus dem Jahr 1993, in der auch die Tötung eines Klons als Mord betrachtet wird. Während die Episode Das Kind zuvor in den USA von konservativen Kreisen als Stellungnahme gegen die Abtreibung interpretiert wurde, korrigierte sich die Serie hier durch eine radikale Darstellung des Selbstbestimmungsrechtes.

### Sonstiges
Bei Rikers und Picards Computerrecherche zur Mariposa wurden im Bildschirmtext einige popkulturelle Referenzen eingebaut, darunter ein Schiff namens SS Buckaroo Banzai (eine Anspielung auf den Spielfilm Buckaroo Banzai – Die 8. Dimension von 1984) sowie eine diplomatische Mission nach Alderaan (eine Anspielung auf Star Wars, in der Remastered Version der Folge wurde Alderaan zu Aldebaran geändert).

## Produktion

### Drehbuch
Der Originaltitel Up The Long Ladder geht zurück auf einen irischen anti-protestantischen Reim, der auf einen Galgen anspielt:

“Up the long ladder,
down the short rope,
To hell with King Billy!
Three cheers for the Pope!”

„Rauf auf die lange Leiter,
runter am kurzen Strick,
Zur Hölle mit König Billy!
Ein dreifaches Hoch auf den Papst!“

Die Arbeitstitel der Folge lauteten Oh Come Ye Back und Send In The Clones. Letzterer war als Anspielung auf Stephen Sondheims Lied Send in the Clowns von 1973 gedacht.
Melinda Snodgrass wollte mit Der Planet der Klone eigentlich einen Kommentar zu der von ihr sehr kritisch gesehenen restriktiven Einwanderungspolitik der damaligen US-Regierung liefern. Die intendierte Botschaft ging jedoch durch Änderungen am Drehbuch und Sparzwänge weitgehend verloren.

### Darsteller
Die Hauptfigur Wesley Crusher (Wil Wheaton) hat in dieser Folge keinen Auftritt.
Barrie Ingham, Darsteller von Danilo Odell, war einer von mehreren Schauspielern, die in der Planungsphase der Serie Raumschiff Enterprise – Das nächste Jahrhundert für die Rolle des Captain Picard in Betracht gezogen wurden.

## Rezeption
Die Folge wurde insbesondere von zwei Personengruppen heftig kritisiert: zum einen von irischstämmigen Amerikanern, die fanden, dass ihre Kultur hier zu stark durch Stereotype repräsentiert wurde, zum anderen durch konservative Aktivisten, die in Rikers ablehnender Haltung gegenüber dem Klonen und der Erschießung seines Klons eine Pro-Abtreibungs-Botschaft sahen.
Mit 6,2 von 10 möglichen Punkten (Stand 2019) liegt Der Planet der Klone in der Internet Movie Database bei den am schlechtesten bewerteten Folgen der Serie auf Platz 12.
Keith DeCandido bewertete Der Planet der Klone 2011 auf tor.com als unterdurchschnittliche Folge von Raumschiff Enterprise – Das nächste Jahrhundert und war erstaunt, dass sie trotz der beteiligten Personen nicht funktioniert (Snodgrass hatte zuvor das Drehbuch für die hervorragende Folge Wem gehört Data? geschrieben, Kolbe war für DeCandido der beste Regisseur der Serie und Barrie Ingham hielt er für einen grandiosen Schauspieler). Er hielt der Folge zugute, dass sie durchaus unterhaltsam und witzig sei, bei genauerer Betrachtung seien die Witze allerdings billig und dumm. DeCandido kritisierte, dass die Folge drei Einzelgeschichten mit unterschiedlichen Stimmungen erzählt, die alle nicht besonders gut funktionieren. Worfs anfängliche Erkrankung ist für den weiteren Verlauf der Folge absolut bedeutungslos. Die Bringloidi sind schlimme irische Stereotype und die Mariposaner sind schlicht langweilig.
James Whitbrook führte Der Planet der Klone 2017 auf gizmodo.com in einer Liste der 15 sonderbarsten Folgen von Raumschiff Enterprise – Das nächste Jahrhundert auf Platz 14.
Joseph Walter führte Der Planet der Klone 2019 auf screenrant.com in einer Liste der 10 schlechtesten Folgen von Raumschiff Enterprise – Das nächste Jahrhundert auf Platz 4.
Sean Ferrick führte Der Planet der Klone 2023 auf whatculture.com in einer Liste der zehn kontroversesten Star-Trek-Folgen auf Platz 3.

## Parodien und Anspielungen
1996 wurde die Folge in Rahmen des Fandub-Projekts Sinnlos im Weltraum parodistisch neu auf Deutsch synchronisiert.